# Estación Delta (Buenos Aires)
Delta (ex Tigre R) es una estación ferroviaria ubicada en la localidad de Tigre, en el partido homónimo, Provincia de Buenos Aires, Argentina.

## Servicios
Es la estación terminal del servicio urbano del Tren de la Costa que se presta entre esta estación y Avenida Maipú.

## Ubicación
Se encuentra junto al Río Tigre, cercana a la Estación Tigre del Ferrocarril General Bartolomé Mitre.
A continuación del edificio nuevo se encuentra el viejo edificio de la estación, actualmente vacío en su totalidad, 
En las cercanías a la Estación Delta, se encuentran el Parque de la Costa, el Casino Trilenium, la Feria Artesanal Delta, el Puerto de Frutos y la Estación fluvial de pasajeros "Domingo Faustino Sarmiento".
Cerca de la estación además se encuentran unos 15 clubes de remo, ubicados sobre el Río Tigre y el Río Luján.
La zona comunicada por esta estación tiene un alto atractivo turístico y de esparcimiento.

## Imágenes

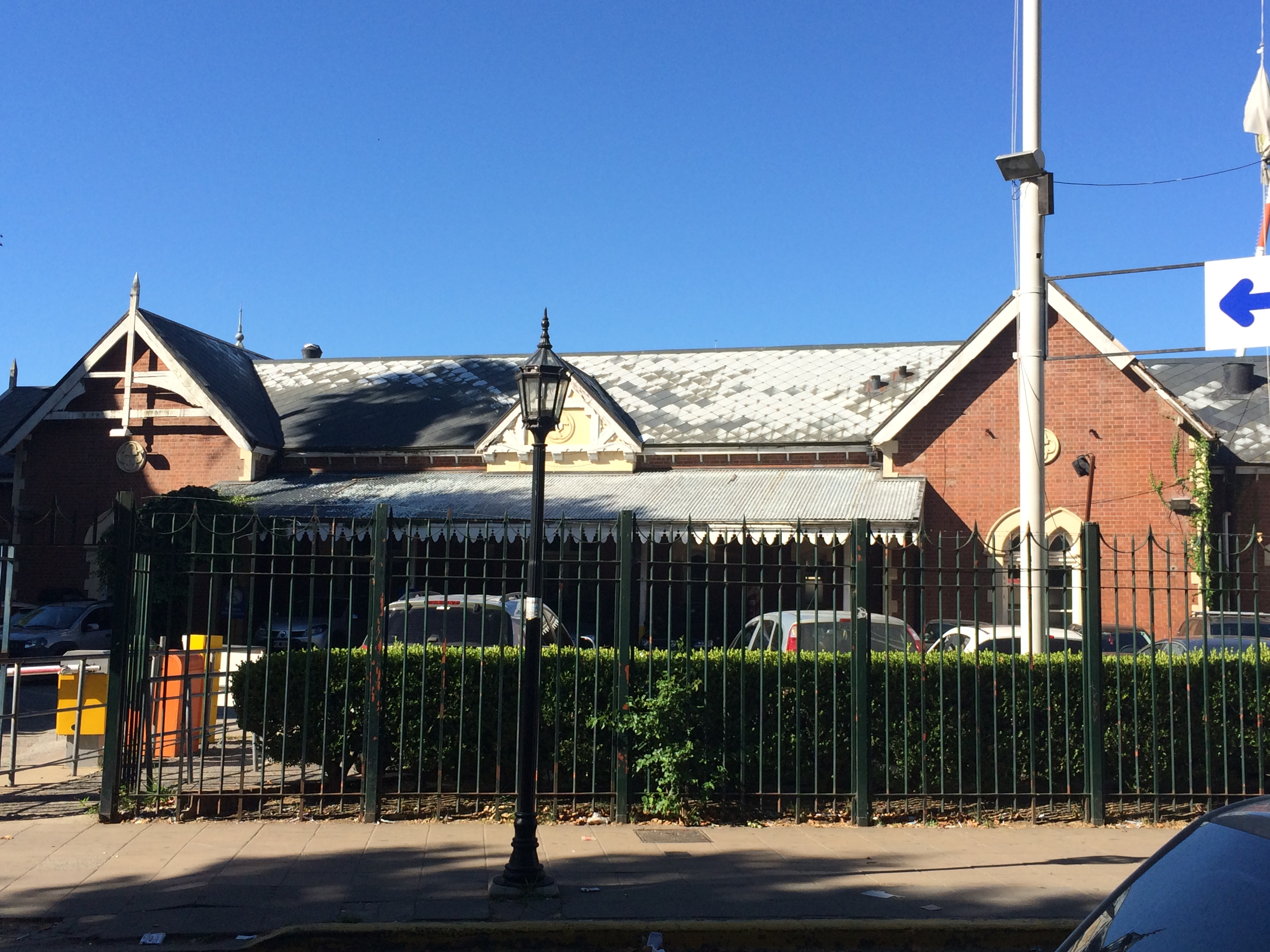
Antigua Estación Delta, convertida en restaurante